# Мілой
Мілой (порт. Miloy, нар. 27 травня 1981, Луанда) — ангольський футболіст, півзахисник клубу «Сантуш» (Луанда).
Виступав, зокрема, за клуби «Інтер» (Луанда) та «Сантуш» (Луанда), а також національну збірну Анголи.

## Клубна кар'єра
У дорослому футболі дебютував 1998 року виступами за команду клубу «Інтер» (Луанда), в якій провів дев'ять сезонів, взявши участь у 118 матчах чемпіонату. У складі луандійського «Інтера» був одним з головних бомбардирів команди, маючи середню результативність на рівні 0,34 голу за гру першості.
До складу клубу «Сантуш» (Луанда) приєднався 2008 року. Відтоді встиг відіграти за команду з Луанди 38 матчів в національному чемпіонаті.

## Виступи за збірну
1999 року дебютував в офіційних матчах у складі національної збірної Анголи. Наразі провів у формі головної команди країни 14 матчів.
У 2006 році був викликаний головним тренером збірної Анголи Луїшем ді Олівейрою Гонсалвішем для участі в Чемпіонаті світу з футболу 2006 року в Німеччині. У першому матчі, який ангольці програли Португалії з рахунком 0:1, вийшов на поле на 80-й хвилині замість Паулу Фігейреду. У другому матчі, який завершився нульовою нічиєю з Мексикою, на 83-й хвилині замінив Зе Калангу. В третьому поєдинку, який завершився нічиєю з рахунком 1:1 зі збірною Ірану, відіграв усі 90 хвилин, замінивши дискваліфікованого Андре Макангу.
У складі збірної також був учасником Кубку африканських націй 2006 року в Єгипті.

## Досягнення

### Клубні
- Гірабола
  -  Чемпіон (1): 2007

- Кубок Анголи
  -  Володар (1): 2003

- Суперкубок Анголи
  -  Володар (2): 2001, 2008

### Міжнародні
- Кубок володарів кубків КАФ
  -  Фіналіст (1): 2001

## Статистика
| збірна Анголи | збірна Анголи | збірна Анголи |
| Рік           | Матчі         | Голи          |
| ------------- | ------------- | ------------- |
| 1999          | 1             | 0             |
| 2000          | 0             | 0             |
| 2001          | 2             | 0             |
| 2002          | 1             | 0             |
| 2003          | 0             | 0             |
| 2004          | 0             | 0             |
| 2005          | 2             | 0             |
| 2006          | 7             | 0             |
| Загалом       | 13            | 0             |